# Marvel Zombies
Pour la série d'animation, voir Marvel Zombies (série télévisée d'animation).
Marvel Zombies est une série de comics publiée par Marvel Comics.

## Résumé

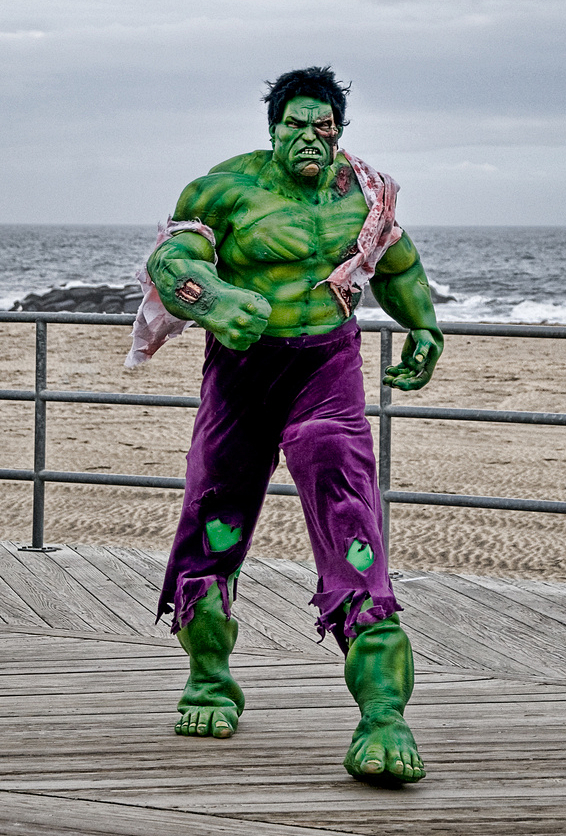
Costume de Hulk en version zombie.

Dans Ultimate Fantastic Four #21-23, les Quatre Fantastiques de l’univers Ultimate se retrouvent sur une Terre parallèle (Earth-2149), où un virus a transformé leurs homologues ainsi que tous les super-héros en zombies cannibales. À partir de cette trame, le scénariste Robert Kirkman, déjà auteur de la série The Walking Dead chez Image, a écrit la mini-série Marvel Zombies. Les super-héros de cette histoire ont les mêmes pouvoirs et costumes que dans l’univers Marvel, à la différence près qu’ils se comportent comme des monstres affamés de chair humaine. Une fois la Terre dépeuplée, ils s’en vont assouvir leur faim dans l’univers entier, planète après planète.
À la suite du succès de cette mini-série, plusieurs autres voient le jour. La première est un crossover avec les comics Army of Darkness, dont le personnage principal Ash Williams est apparu initialement dans les films Evil Dead. Pour plus de commodité, cette série sera désignée comme le second volume bien qu’étant de facto un Marvel Zombies 0 ou 1 bis.
Marvel Zombies Vs Army of Darkness revient au début de la contagion et fait coïncider l’arrivée sur cette Terre parallèle de Sentry, l’alien responsable de la propagation de la « peste zombie », et celle d’Ash Williams voyageant alors contre son gré entre les dimensions, armé de sa tronçonneuse, de son fusil de chasse et de ses blagues tout droit tirées du troisième opus de la saga Evil Dead. Marvel Zombies Vs Army of Darkness se clôt peu de temps avant que ne commence Marvel Zombies 1, qui voit Magnéto renvoyer chez eux les Quatre Fantastiques « originaux ».
La seconde suite, Marvel Zombies 2 (troisième tome en France), expose dans un premier temps le début de la contagion des héros Marvel vu sous un autre angle, la brève lutte des survivants, la construction par Tony Stark d’un portail interdimensionnel pour évacuer la population saine puis sa destruction après la victoire inéluctable des héros infectés. Red « zombie » Richards récupère ce qui reste de l’installation et le prologue se conclut sur son projet, qui entraînera la mésaventure des FF relatée dans Ultimate Fantastic Four #21-23. La suite de Marvel Zombies 2 nous projette quarante ans après la fin de Marvel Zombies 1, orchestrant le retour des zombis sur cette Terre dévastée. Les survivants, menés par Forge et la Panthère Noire, ont prospéré… et doivent faire face simultanément aux fringales des zombis et aux dissensions qui opposent héros et anciens compagnons d’armes de Magnéto.
Une nouvelle série, Marvel Zombies 3, voit les habitants du Zombieverse, expulsés via le même portail reconstruit depuis, envahir l’univers Marvel normal (Earth-616). Elle trouve une suite dans Marvel Zombies 4: Midnight Sons qui met notamment en scène l’Homme-Chose et Morbius.

## Chronologie des événements
On peut donc estimer que les événements constituant l’épopée de Marvel Zombies se déroulent comme suit :
1 - Marvel Zombies Vs Army of Darkness et préquelle Dead Days
- Arrivée de Sentry et propagation de la peste zombie ; brève lutte et échec des survivants regroupés autour de Nick Fury
- Mésaventures de Ash Williams et extermination de l’espèce humaine par les zombies insatiables
- Fuite de Ash Williams via le portail interdimensionnel de Fatalis

2 - Ultimate Fantastic Four #21-23
- Face à la pénurie de chair fraîche, reconstruction par Red « zombie » Richards du portail de Tony Stark, afin de renouveler les réserves…
- Guet-apens dans lequel tombent les Fantastiques originaux et récit des épisodes Ultimate Fantastic Four #21-23
- Intervention du Magnéto (encore indemne) de l’univers Z, fuite des Fantastiques originaux (fin du story arc dans Ultimate Fantastic Four)

3 - Marvel Zombies 1
- Destruction du portail de Richards et suite des démêlés de Magnéto avec les zombies
- Apparition et capture du Surfer d’Argent de l’univers Z ; en le dévorant, les zombies s’approprient certains de ses pouvoirs.
- Apparition et capture du Galactus de l’univers Z ; en le dévorant, les zombies s’approprient certains de ses pouvoirs cosmiques.

Ellipse
- Retour sur la Terre de l’univers Z des quelques survivants (compagnons de Magnéto et Panthère Noire)
- Constat de l’absence de zombies
- Apparition sur une nouvelle planète des zombies Marvel, désormais à même de voyager dans l’espace (grâce aux pouvoirs de Galactus, dont ils reprennent le costume) pour une nouvelle moisson de chair fraîche (fin de Marvel Zombies 1).

4 - Marvel Zombies 2
- Retour des zombies sur la Terre laissée à l’abandon quarante ans plus tôt
- Exposé de la micro société organisée autour de T’challa (la Panthère Noire) et des survivants de Marvel Zombies 1 ; explicitation des conflits qui couvent et qui conduiront à l’assassinat de T’challa.
- Lutte rangée entre zombis et survivants jusqu’à un statu quo fragile fondé sur le sevrage des zombis, qui n’éprouvent plus le besoin « dévorant » de chair et participent à la reconstruction des installations. Le portail interdimensionnel, qui doit cette fois-ci sauver l’ensemble du groupe de la famine, est rebâti.
- Cortez, ancien acolyte de Magnéto, refuse le statu quo et profite du portail (dont tout le monde connaît désormais la nature) pour expulser les zombies restants vers une destination inconnue

6 - Marvel Zombies 3
- Arrivée inopinée des zombies sur la Terre originelle de l’univers Marvel

Après que les zombies envahissent l'Univers Marvel, Machine Man et Jocaste s'introduisent dans l'univers des zombies pour récupérer un échantillon de sang d'un humain infecté. À leur insu, un Morbius zombie prévoit d'utiliser le sang récolté pour infecter l'univers Marvel.
7 - Marvel Zombies 4: Midnight Sons
Les Fils de Minuit (équipe rassemblant différents personnages de style "épouvante" de l'univers Marvel), sous le commandement du A.R.M.O.R. (agence gouvernementale surveillant les réalités alternatives et assurant la protection de la Terre-616 contre d’éventuelles menaces), chassent les zombies qui ont échappé à différents univers. Pendant ce temps, Dormammu ordonne à Hood de capturer et prélever le virus alien pour s'en servir à ses propres fins.
8 - Marvel Zombies ReturnLes super-zombies projetés dans le portail atterrissent dans un univers parallèle, qui s'avère être celui dans lequel les héros de Marvel Zombies 3 vont s’aventurer. Ainsi on découvre qu'il y a deux univers infectés. Les zombies se combattent entre eux, certains désirant se nourrir et contaminer l’univers, d’autres faisant tout leur possible pour les en empêcher. Finalement, les morts-vivants provenant du monde originel sont détruits grâce à un stratagème de l’Homme-Sable (d'un univers parallèle ressemblant aux premières aventures de Spider-Man), du zombie Spider-Man et d’Iron Man qui est en fait un James Rhodes parallèle (de l'époque où Stark était alcoolique). Cependant, le Sentry zombie est malencontreusement transporté par Uatu le Gardien dans un autre univers fermant ainsi la boucle de la contamination des univers par les zombies.
9 - Marvel Zombies: Evil Evolution
Les zombies Marvel rencontrent une autre version parallèle de la Maison des Idées : Les Singes Marvel, au lieu d'être des humains, ses habitants, tous sans exception c'est-à-dire même les super-héros, sont des singes. Peu de temps après "Dead Days" les héros zombies découvrent l'existence de l'univers des Super-singes (Ape-verse en vo) et décident de faire le voyage pour dévorer ses habitants. Mais tout ne se passe pas comme prévu et les Singes Vengeurs (Ape-vengers en VO) sont très combattifs et parviennent à tenir tête aux zombies. Le zombie Red Richards (qui s'est fait décapiter pendant la bataille mais qui reste toujours mobile) s'associe aux Singes et tentent d'altérer l'histoire pour que leur monde et l'univers zombie ne se rencontrent jamais. Grâce au sacrifice de Gorilla Girl, l'histoire change et tout est rétabli comme s'il ne s'était rien passé.
10 - Marvel Zombies 5
11 - Marvel Zombies Supreme
Répondant à un appel d'urgence plus que mystérieux, Jill Harper et sa super-spéciale unité de crise sont montrées en train de descendre dans les entrailles d'une installation de recherche souterraine top secrète. Ils y découvrent les expériences démentes d'un généticien détraqué qui a créé un nouveau virus zombie particulièrement virulent (celui qui a infecté les puissants super-héros). L'Escadron Suprême, les défenseurs héroïques de la justice et d'idéaux utopiques, sont réduits à des meurtriers cannibales avec un appétit vorace pour la chair humaine à cause de cette souche. Harper et son équipe tentent de lutter et de mettre fin à cette menace zombie où elle a commencé, avant qu'elle ne s'étende sur toute la Terre.
12 - Marvel Zombies Destroy!
L’agence A.R.M.O.R. (Altered-Reality Monitoring and Operational Response) est appelée à sauver une réalité où les Nazis ont remporté la Seconde Guerre mondiale avec des zombies. Howard the Duck combat les Nazis avec l'aide de Dum Dum Dugan ainsi que d'un escadron de combattants baptisé « Ducky Dozen » (jeu de mots entre « Douzaine de canards » et Dirty Dozen).

## Publication

### Mini-séries
| Titre                                                              | Épisodes    | Scénariste                                                               | Dessinateur                                                                           | Date           |
| ------------------------------------------------------------------ | ----------- | ------------------------------------------------------------------------ | ------------------------------------------------------------------------------------- | -------------- |
| Marvel Zombies                                                     | 5           | Robert Kirkman                                                           | Sean Phillips                                                                         | 2006           |
| Marvel Zombies/Army of Darkness (en)                               | 5           | John Layman                                                              | Fabiano Neves                                                                         | 2007           |
| Marvel Zombies: Dead Days (en)                                     | 1           | Robert Kirkman                                                           | Sean Phillips                                                                         | juillet 2007   |
| Marvel Zombies: The Book of Angels, Demons & Various Monstrosities | 1           | collectif                                                                | collectif                                                                             | septembre 2007 |
| Marvel Zombies 2 (en)                                              | 5           | Robert Kirkman                                                           | Sean Phillips                                                                         | 2008           |
| Marvel Zombies 3 (en)                                              | 4           | Fred van Lente                                                           | Kev Walker                                                                            | 2008-2009      |
| Marvel Zombies 4: Midnight Sons (en)                               | 4           | Fred van Lente                                                           | Kev Walker                                                                            | 2009           |
| Marvel Zombies Return (en)                                         | 5 one shots | Fred van Lente, David Wellington, Jonathan Maberry et Seth Grahame-Smith | Nick Dragotta, Andrea Mutti, Jason Shawn Alexander, Richard Elson et Wellington Alves | 2009           |
| Marvel Zombies: Evil Evolution (en)                                | 1           | Karl Kesel                                                               | Roberto Di Salvo                                                                      | novembre 2009  |
| Marvel Zombies 5 (en)                                              | 5           | Fred van Lente                                                           | Kano                                                                                  | 2010           |
| Marvel Zombies Supreme                                             | 5           | Frank Marraffino                                                         | Fernando Blanco                                                                       | 2011           |
| Marvel Zombies Destroy!                                            | 5           | Frank Marraffino, Peter David                                            | Mirco Pierfederici, Alejandro Barrionuevo                                             | 2012           |
| Marvel Zombies Halloween                                           | 1           | Fred van Lente                                                           | Alessandro Vitti                                                                      | décembre 2012  |
| Battleworld: Marvel Zombies                                        | 4           | Simon Spurrier                                                           | Kev Walker                                                                            | 2015           |
| Age of Ultron vs. Marvel Zombies                                   | 4           | James Robinson                                                           | Ron Garney, Steve Pugh, Tom Grummett, Paul Rivoche                                    | 2015           |

### Apparition dans d’autres séries
Les super-zombis de la Terre 2149 interviennent également dans des ties-in, c’est-à-dire des extensions de l’histoire hors du média d’origine :
- Ultimate Fantastic Four #21-23 et #30-32 (dessinés par Greg Land, parus en France dans Ultimate Fantastic Four nos 12-13 et 17-18)
- Exiles #85-86 (parus en France dans Astonishing X-Men nos 44-45)
- Black Panther vol.4 #28–30 (parus en France dans X-Men Extra nos 67)
- Deadpool: Merc with a Mouth #1-9
- Spider Ham Civil War
- Marvel Apes: Speedball
- Marvel Apes: Amazing Spider Monkey
- Marvel Apes: Grunt Line
- Marvel Apes: Prime Eight

### Albums français
collection « 100 % Marvel »
1. La Famine (2007)
2. Evil Dead (2008)
3. Le Goût de la mort (2008)
4. Terre-616 (2009)
5. Les Fils de minuit (2010)
6. Le Retour (2010)
7. Opération antidote (2011)
8. Zombie Suprême (2012)
9. Opération Destruction (2013)

collection « Marvel Deluxe »
1. Famine (2012)
2. Le Goût de la mort (2012)
3. Opération antidote (2013)
4. Zombie Suprême (2014)
5. Secret Wars : Marvel Zombies (2017)

collection « Marvel Select »
1. La Famine (2016)
2. Le Goût de la mort (2017)
3. Opération antidote (2017)
4. Halloween (2018)

### Éditeurs
- Marvel Comics : V.O.
- Dynamite Entertainment : Army of Darkness
- Marvel France (collection « 100 % Marvel ») : tomes 1 à 8 (première édition des tomes 1 à 8)

## Autour de la série
Toutes les couvertures, dessinées par Arthur Suydam, parodient des couvertures célèbres de comics en dépeignant des personnages décharnés et en état de décomposition. Suydam s’inspire entre autres de couvertures de Jim Lee, Jack Kirby, Todd McFarlane, John Romita Sr.
- Marvel Zombies
  - 1 : Amazing Fantasy #15 (1962)
  - 1 variant : Spider-Man #1 (1990)
  - 1 variant : Incredible Hulk #1 (1962)
  - 2 : Avengers #4 (1964)
  - 3 : Incredible Hulk #340 (1988)
  - 3 variant : Daredevil #179 (1982)
  - 4 : Uncanny X-Men #1 (1963)
  - 5 : Amazing Spider-Man annual 21 (1987)
  - 5 variant : Silver Surfer - Judgement Day (1988)
- Marvel Zombies/Army of Darkness
  - 1 : Uncanny X-Men #141 (1981)
  - 1 variant : Captain America Comics #1 (1941)
  - 1 variant : Uncanny X-Men #137 (1980)
  - 2 : Uncanny X-Men #268 (1990)
  - 3 : Superman Vs. Spider-Man - The Battle of the Century (1976)
  - 3 variant : The Death of Captain Marvel (1982)
  - 4 : Captain America #100 (1968)
  - 5 : Wolverine vol.1 #1 (1982)
- Marvel Zombies: Dead Days : X-Men #1 (1991)
- Marvel Zombies 2
  - 1 : Civil War #1 (2006) par Michael Turner
  - 2 : Marvel Mystery Comics #1 (1939)
  - 3 : Tales of Suspense #39 (1963)
  - 4 : Strange Tales (1966)
  - 5 : Silver Surfer vol.1 #4 (1969)

Dérogeant au principe précédent, les couvertures de Marvel Zombies 3 dessinées par Greg Land détournent des affiches de films de zombis :
- 1 : Evil Dead 3 : L’Armée des ténèbres
- 2 : 28 jours plus tard
- 3 : Evil Dead
- 4 : Shaun of the Dead